# Voivodato di Konin

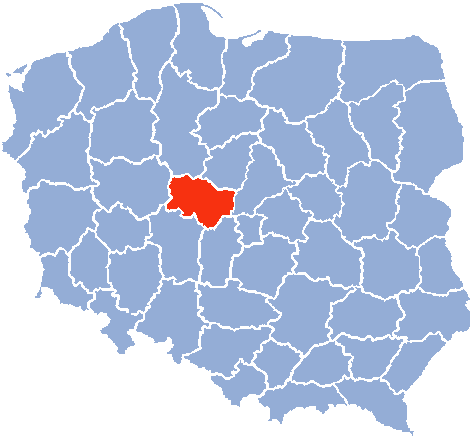
Voivodato di Konin

Il voivodato di Konin (in polacco: województwo konińskie) è stato un'unità di divisione amministrativa e governo locale della Polonia dal 1975 al 1998. Nel 1999 è stato sostituito dal voivodato della Grande Polonia. La città capitale era Konin.

## Principali città (popolazione nel 1995)
- Konin (82.700)
- Turek (30.700)
- Koło (23.900)